# Scala Kulturspielhaus
Das Scala Kulturspielhaus ist eine Kleinkunst- und Veranstaltungsstätte in Wesel am Niederrhein. Es nutzt die Räumlichkeiten eines früheren Kinos für verschiedene kulturelle Veranstaltungen.

## Lage und Gebäude
Das Scala Kulturspielhaus liegt in der Weseler Innenstadt an der Wilhelmstraße, die das Berliner Tor mit dem Bahnhof Wesel verbindet. Am Berliner-Tor-Platz geht die befahrbare Wilhelmstraße in die zentrale Fußgängerzone der Innenstadt über.
Die Räume erstrecken sich über zwei Etagen des Gebäudes Wilhelmstraße 8–10. Im Erdgeschoss des ehemaligen Kinos befindet sich die 29 m² große Bühne und davor ein 231 m² großer Saal für das Publikum. Im ersten Obergeschoss gibt es auch einen Balkon, der im Bedarfsfall als weiterer Zuschauerraum genutzt werden kann. Insgesamt bot das Gebäude Platz für rund 400 Besucher.

## Geschichte
An der Stelle des heutigen Kulturspielhauses existierte früher ein Kino, das bereits den Namen „Scala“ trug. Es ging auf einen 1948 an der Schermbecker Landstraße eingerichteten Kinobetrieb zurück. Am 15. April 1951 eröffnete das Kino unter dem Namen Scala Lichtspiele in den Räumen an der Wilhelmstraße und war damals eins von drei Weseler Kinos. Bis in die 1960er Jahre arbeitete es mit lokalen Schulen zusammen und zeigte als Ergänzung zum normalen Programm Filme im Rahmen des Unterrichts. Ab den 1960er Jahren etablierte sich der Sonntagvormittag als Zeitraum für Sondervorführungen. Darunter fielen Filme mit einem besonderen kulturellen Anspruch und ebenso Filme in griechischer und türkischer Sprache. 1986 wurde das Kino durch den Betreiber eines weiteren Weseler Kinos übernommen und trug zuletzt den Namen Comet-Scala-Filmtheater. Am 30. Dezember 2005 wurde der Kinobetrieb an der Wilhelmstraße eingestellt; die Räumen wurden in den folgenden Jahren provisorisch genutzt.
Eine Initiative suchte in der Stadt alternative Veranstaltungsorte für Kultur und Unterhaltung. Im September 2013 brachte im Rahmen des Landesprojekts „Ab in die Mitte – die City-Offensive NRW“ ein Poetry Slam im Scala das Gebäude als möglichen kulturellen Veranstaltungsort ins Gespräch. Nach weiteren Veranstaltungen Ende 2013 wurde das Haus seit dem 1. Februar 2014 dauerhaft zum „Scala Kulturspielhaus“. Als Logo wird ein Scheinwerfer mit sich kreuzendem Licht in einer rot-weißen Farbkombination verwendet.

## Veranstaltungen
Zunächst waren im Scala bis zu 24 Kulturveranstaltungen jährlich vorgesehen; daneben war die Vermietung für Betriebsfeiern, Workshops und Tagungen geplant. Die Zahl der angebotenen Kulturveranstaltungen hat sich schnell deutlich erhöht. Allein für die beiden Monate November und Dezember 2016 umfasste das Programm über 30 Veranstaltungen. Zu den Kleinkunst- und Kulturveranstaltungen gehören Konzerte, Comedy, Theateraufführungen, Filmvorführungen, Poetry Slam, Vorträge und Lesungen. Gelegentlich werden in dem früheren Kino auch Sportveranstaltungen durchgeführt. Regelmäßig wurden neue Veranstaltungsreihen eingeführt, darunter beispielsweise ein monatlicher Abend mit offener Bühne für Künstler aller Darstellungsformen.
2016 traten unter anderem Heinz Gröning, Chris Tall, Ingmar Stadelmann, Kalle Pohl, York Hovest, die Connemara Stone Company, Holger Müller, die Gebrüder Hoepner, Flash Forward, Johnny Cash Experience und Bastian Bielendorfer im Scala auf.